# Sigríður Tómasdóttir
Sigríður Tómasdóttir, född 24 februari 1871 på gården Brattholt, död 1957, var en isländsk miljöaktivist som är mest känd för att ha räddat det isländska vattenfallet Gullfoss (Guldforsen) från att bli exploaterat för vattenkraft.

## Uppväxt
Tómasdóttir föddes på gården Brattholt  där hon levde fram till sin död på hösten 1957. Hon växte upp tillsammans med sina föräldrar Margrét Pórðardóttir och Tómas Tómasson och många syskon. Sigríður var näst äldst av tretton syskon, men bara sju i syskonskaran klarade sig till vuxen ålder. Hennes äldre syster och enda bror flyttade ifrån gården och Tómasdóttir blev därför den naturliga ledaren bland syskonen.

## Sigríður räddar Gullfoss från exploatering
Gullfoss låg Sigríður varmt om hjärtat. Faktum är att en del av vattenfallet låg inom Bratthults ägor,  så det var nära för Sigríður att besöka och hänföras av det mäktiga vattenfallet. Hon och en av hennes systrar brukade guida turister längs vattenfallet, som på den tiden var mer svåråtkomligt än vad det är idag. Enligt vissa källor så har Gullfoss varit ett besöksmål sedan år 1875. Tómasdóttir och hennes familj byggde den första vandringsleden ner till vattenfallet.
I början av 1900-talet började utländska investerare intressera sig för att göra en fördämning av Hvítá (vita floden) vid Gullfoss, för att kunna använda floden till vattenkraft. Om man byggde ett vattenkraftverk i Hvítá riskerade Gullfoss att svämma över. Fastighetsägaren Einar Benediktsson skrev år 1907 under ett avtal som gav de utländska investerarna rätt att låta Gullfoss översvämmas i samband med att de byggde vattenkraftverket med en tillhörande damm. Sigríðurs far, Tómas Tómasson var inblandad i affären.
Det var först under 1920-talet som de utländska investerarna gjorde slag i saken och började planera för att bygga vattenkraftverket och dammen. När Sigríður fick höra talas om projektet så bestämde hon sig för att stoppa bygget av vattenkraftverket. Hon promenerade vid flera tillfällen till huvudstaden Reykjavik för att protestera mot bygget. Det är värt att notera att det är drygt 11 mil mellan Brattholt och Reykjavik, så det var ingen kort promenad. Sigríður tog fallet till domstol och yrkade på att domstolen skulle stoppa bygget av vattenkraftverket och dammen. Hon hotade till och med att hon skulle kasta sig i Gullfoss om bygget inte stoppades. Sigríður förlorade målet, men vid det laget var opinionen mot att bygga vattenkraftverket och för att bevara vattenfallet så stor att bygget av vattenkraftverket och dammen stoppades ändå. Faktum är att varken byggandet av vattenkraftverket eller dammen någonsin påbörjades.  De utländska investerarna som före och under rättstvisten hade hyrt marken där de skulle bygga kraftverket fick dessutom svårigheter med sin ekonomi. När de inte längre kunde betala hyran så förföll hyreskontraktet och Gullfoss blev åter igen fritt.

## Gullfoss blir ett naturreservat
Gullfoss donerades så småningom till den isländska staten som gjorde vattenfallet till ett naturreservat år 1975. Tack vare Sigríður så kan människor än i dag njuta av den storslagna naturen kring Gullfoss och det mäktiga vattenfallet. Hon hyllas genom en minnestavla vid vattenfallet.